# Pesem Amerike
Pesem Amerike (angleško American Song Contest) je ameriško tekmovanje skladb, ki temelji na tekmovanju za pesem Evrovizije. Za naslov najboljše pesmi se poteguje vseh 50 ameriških zveznih držav ter tudi pet pridruženih teritorijev in Washington, D.C. Tekmovanje poteka med 21. marcem in 9. majem 2022 in ga prenaša ameriška medijska hiša NBC.  Oddajo vodita raper Snoop Dogg in pevka Kelly Clarkson.

## Format
Spletna stran Deadline Hollywood je leta 2021 poročal, da je bil format tekmovanja razširjen na vseh 50 ameriških zveznih držav ter vseh pet naseljenih ameriških teritorijev ter glavno mesto Washington, D.C. Sodelujoča ozemlja so Ameriška Samoa, Guam, Severni Marijanski otoki, Portoriko in Deviški otoki Združenih držav. Vsak predstavnik bo izvedel avtorsko pesem v televizijskem programu v živo, ki se predvaja po vsej državi.  Nastopajo lahko solisti, dueti, skupine ali DJ.
Tekmovanje pa vključuje pet kvalifikacijskih odaj, ki jim sledita dva polfinalna večera in finale.  V vsaki kvalifikacijski oddaji se predstavi 11 držav, ki izmed njih 56-članska žirija strokovnjakov glasbene industrije (en za vsako državo in ozemlje) izbere eno skladbo za napredovanje v polfinale, tri pesmi pa napredujejo po 35-urnem glasovanju gledalcev, ki ga kasneje združijo z mnenjem žirije. Po koncu kvalifikacijskih oddaj izbere žirija še dve pesmi, ki napredujeta v polfinale. V vsakem polfinalu nastopi 11 držav, ki se potegujejo za 5 prostih mest. V finalu nastopi 10 držav, pet iz vsakega polfinala. V finalu se bodo točke podeljevale po evrovizijskem načinu od 1-8 ter še 10 in 12 točk.  Zmagovalec si prisluži naziv najboljše pesmi.
NBC je premiero prvotno načrtoval za 21. februar 2022, vendar je bila premiera preložena zaradi filma America's Got Talent: Extreme ter zaradi pomislekov povezanih s COVID-19, ki vključujejo različico Omicron. Prva oddaja v živo je bila od takrat prestavljena na 21. marec, finale pa je bil 9. maja, kar je v istem tednu kot Pesem Evrovizije 2022.
V finalu je prve sezone je zmagala Oklahoma s pevko AleXo s pesmijo »Wonderland«.